# C/1844 Y1
C/1844 Y1, scoperta il 18 dicembre 1844, è stata la Grande Cometa di quell'anno.

## Origine
Questa cometa deriva probabilmente dalla scissione di un corpo progenitore che ha dato origine anche alla cometa non periodica C/2019 Y4 ATLAS. L'ipotesi di questa origine deriva dalla stretta somiglianza tra gli elementi orbitali delle due comete, notata dall'astrofilo tedesco Maik Meyer già tre giorni dopo la scoperta della C/2019 Y4 ATLAS : l'ipotesi è stata rafforzata dal fatto che anche quest'ultima cometa si è frammentata dimostrando di avere così un nucleo di natura friabile come quello del corpo progenitore.

## Visibilità
La cometa fu visibile ad occhio nudo dalla scoperta fino a fine gennaio 1845; il 23 dicembre 1844 il suo nucleo raggiunse la 2a, il 31 gennaio 1845 la cometa presentava una coda di 15° ed il nucleo era di 3a .